# گشتا تانکردی
گِشتا تانکِردی این اِکسپدیتیونه ایروزولیمیتانا  که با نام کوتاه‌شدهٔ گِشْتا یا چِسْتا تانکِردی ((به لاتین: Gesta Tancredim)؛ (به انگلیسی: The Deeds of Tancred in the Crusade)؛ (به فارسی: اعمال تانکرد در حمله به اورشلیم) نیز شناخته می‌شود، یک گزارش ادبی پیچیده و تصنعی به زبان لاتین دربارهٔ نخستین جنگ صلیبی و نخستین سال‌های استقرار صلیبیون در سرزمین‌های شرق مدیترانه است که توسط کشیش و وقایع‌نگار فرانسوی به نام رادولف یا رالف کانی نوشته شده‌است.

## پیش‌زمینه تاریخی

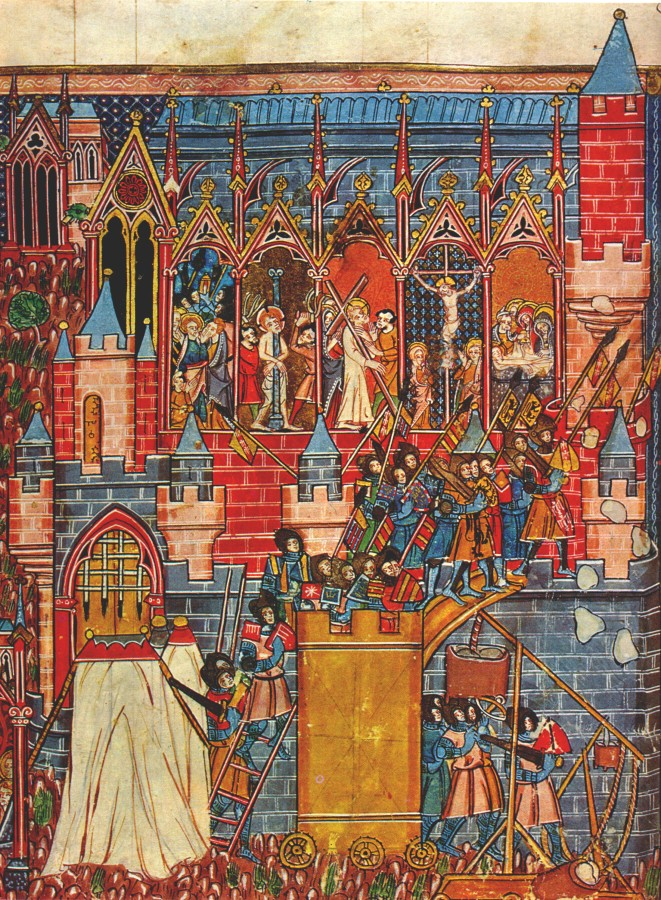
محاصره اورشلیم، تصویر شده در نسخه‌ای خطی از قرون وسطی

نخستین جنگ صلیبی، نخستین جنگ از سری جنگ‌های صلیبی بود که برای بازپس‌گیری سرزمین مقدس روی داد و به‌وسیلهٔ پاپ اوربان دوم در جریان شورای کلرمونت، در سال ۱۰۹۵ م، اعلان شد. پس از آنکه بسیاری از مناطق تحت کنترل بیزانس در آناتولی به دست ترکان سلجوقی تسخیر شد، پاپ درخواست کرد اردویی نظامی برای یاری امپراتوری بیزانس گسیل شود. نتیجهٔ اردوکشیِ اشرافِ بلندپایهٔ فرانسوی — که با نام جنگ صلیبی شاهزادگان شناخته می‌شود — منجر به تسخیر دوبارهٔ آناتولی و حتی سرزمین مقدس (شام) شد که از ابتدای سدهٔ هفتم میلادی و در زمان گسترش اسلام به دست مسلمانان افتاده بود. سرزمین مقدس در ژوئیهٔ ۱۰۹۹ م، در جریان بازپس‌گیری اورشلیم به دست صلیبیون افتاد و پادشاهی اورشلیم در آن برپا شد.
این اردوکشی در پاسخ به درخواست کمک نظامی از سوی آلکسیوس یکم، امپراتور بیزانس به وقوع پیوست. اوربان، سخنرانی‌اش را در شورای کلرمونت به تصمیم‌گیری در مورد این موضوع خاص اختصاص داد و پیشنهاد محاصرهٔ جنگی شهرهای نیقیه و انطاکیه را مطرح کرد که به تازگی اشغال شده بودند؛ اگرچه، طبق اظهارات شاهدان عینی که پس از سال ۱۱۰۰ م به‌نگارش درآمده‌است، پاپ در سخنرانی‌اش در کلرمونت از اورشلیم و سرزمین مقدس به عنوان هدفی فرعی یاد کرده بود.
جنگ صلیبی موفقیت‌آمیز شاهزادگان پس از جنگ صلیبی عوام‌الناس به وقوع پیوست. جنگ صلیبی عوام‌الناس یکی از جنگ‌های صلیبی مشهور به‌شمار می‌رود که به دعوت پیتر راهب در بهار ۱۰۹۶ م شروع شده‌بود. حرکت او علیه ترکان در آناتولی بود، ولی در مسیرش در راینلند به مردم یهودی حمله کرد. او و مردم صلیبی پیروش، سرانجام در ماه اکتبر از ترکان به سختی شکست خوردند.
جنگ صلیبی شاهزادگان که در مقایسه از سازماندهی نظامی و جنگی بسیار بهتری برخوردار بود، در اواخر تابستان ۱۰۹۶ م آغاز شد و سپاه آنان در میانهٔ نوامبر ۱۰۹۶ تا آوریل ۱۰۹۷ م به قسطنطنیه رسید. آن‌ها به آناتولی یورش برده و نیقیه را در ژوئن ۱۰۹۶ و انطاکیه را در ۱۰۹۷ م تسخیر کردند. صلیبیون در ژوئن ۱۰۹۹ م به اورشلیم رسیدند و در جریان حمله‌ای در ۷ ژوئیهٔ ۱۰۹۹ م، شهر را به کنترل خود درآوردند و مدافعان را قتل‌عام کردند. تلاش کوچک فاطمیان برای بازپس‌گیری اورشلیم، توسط صلیبیون در نبرد اشکلون دفع شد.
آن‌ها هم‌زمان با پیروزی‌هایشان، دولت‌هایی لاتین و صلیبی مانند پادشاهی اورشلیم، کنت‌نشین طرابلس، شاهزاده‌نشین انطاکیه و کنت‌نشین ادسا را پایه‌ریزی کردند که با آرمان‌های مذهب شرقی امپراتوری بیزانس منافات داشت. آنان خواستار بازگردانی سرزمین‌هایی بودند که مسلمانان از آنان گرفته‌بودند، ولی اکنون بیشترشان به دست لاتین‌های کاتولیک افتاده بود. پس از تصرف اورشلیم، بیشتر صلیبیون به خانه‌هایشان بازگشتند که باعث شد پادشاهی صلیبی در طول جنگ صلیبی دوم و سوم در مقابل مسلمانان آسیب‌پذیر شود.

### تاریخ‌نگاری کلاسیک جنگ‌های صلیبی
با وقوع جنگ‌های صلیبی و پیامدهای آن در غرب و جهان مسیحیت، فصلی جدید از تاریخ‌نگاری اروپایی و غیراسلامی به وجود آمد. اهمیت این جنگ‌ها که بیش از دو قرن به درازا کشیدند، به گونه‌ای است که نگاه مورخان، سیاحان، نویسندگان و شاعران متعددی را همزمان با این نبردها و پس از آن به خود جلب نمود و آنان را بر آن داشت تا آثار مهمی به زبان‌های مختلف به نگارش درآورند که هرکدام عمدتاً با توصیف رویارویی و تعاملات قدرت‌های غرب و شرق، زوایایی از تاریخ وقایع و رخدادهای سیاسی، نظامی، روابط بین‌المللی و دیپلماتیک، اجتماعی، اقتصادی، دینی مذهبی، فرهنگی، ادبی، هنری، معماری، عمرانی، جغرافیایی و طبیعی اراضی مقدس را روشن می‌سازند. منابع کلاسیک اروپایی‌ها دربارهٔ جنگ‌های صلیبی و پیامدهای آن در قالب وقایع‌نامه‌های تاریخی، سفرنامه‌ها، اسناد و مدارک رسمی، متون حقوقی و قضایی، اشعار حماسی صلیبی، ادبیات داستانی منظوم، یادداشت‌های روزانه، خاطرات شخصی، شرح‌حال پادشاهان، جغرافیای تاریخی و اقلیمی اراضی مقدس و تاریخ وقایع اورشلیم (تاریخ‌های محلی) به نگارش درآمده‌اند.
وقایع‌نامه‌های صلیبی که بخش اول دستاوردهای تاریخ‌نگارانه مکتب کلاسیک تاریخ‌نگاری اروپایی جنگ‌های صلیبی را تشکیل می‌دهند، عمدتاً از سوی مورخان اروپایی و بر همان سبک و سیاق وقایع‌نگاری در این سرزمین پدیدار شده‌اند. افزون بر این، وقوع این جنگ‌ها و پیامدهایش، الهام‌بخش شیوه‌های جدیدی در تاریخ‌نگاری اروپایی شد و تأثیرهای عمیقی بر روش‌های پژوهش‌های تاریخی و ادبی در اروپای قرون وسطا بر جای گذاشت. دربارهٔ پدیدآورندگان مکتب کلاسیک تاریخ‌نگاری اروپایی جنگ‌های صلیبی باید گفت که به استثنای تعداد محدود و انگشت‌شمار مورخان لاتین که از نزدیکان فرماندهان و پادشاهان یا افراد بالارتبه بوده‌اند، اغلب وقایع‌نگاران صلیبی از کشیشان و اسقفان برجسته کلیسا بودند که با تشویق اروپاییان و تحریک اعتقادات دینی‌شان، همزمان با جنگ‌های صلیبی، موجب پیدایش نوعی تاریخ‌نگاری دینی و رهبانی شدند.
در یک تقسیم‌بندی کلی، وقایع‌نگاران اروپایی جنگ‌های صلیبی در ۲ دسته قرار می‌گیرند؛ دسته نخست، شرکت‌کنندگان و حاضران در این جنگ‌ها، که حاصل دیده‌های خود و وقایع و رخدادهای جنگ و پیامدهایش را در آثاری مستقل به نگارش درآوردند و دسته دوم، مورخانی که یا به شرق نرفتند یا پس از جنگ، به اورشلیم رسیدند و با اتکا و استناد به روایات شفاهی و دیده‌ها و شنیده‌های صلیبیونی که به اروپا بازگشته بودند و نیز مکتوبات و یادداشت‌های شاهدان عینی و کتاب‌های مورخان دیگر، به نگارش دربارهٔ جنگ‌های صلیبی پرداختند.

## واژه‌نامه
1. ↑  Gesta Tancredi in expeditione Hierosolymitana